# 當量點

酸碱中和滴定的计算机动画图像

當量點（英文：equivalence point、stoichiometric point），指的是酸鹼中和滴定時，被滴定溶液中酸的克當量數等於鹼的克當量數的那一刻，理想上此時酸與鹼恰好完全中和。但當量點不一定會呈中性，必須由產生的鹽類決定。當強酸、強鹼滴定時，當量點約呈中性；當強酸、弱鹼滴定時，當量點呈酸性；當強鹼、弱酸滴定時，當量點呈鹼性。